# Pararheneades plumosa
Pararheneades plumosa är en fjärilsart som beskrevs av Sergius G. Kiriakoff 1965. Pararheneades plumosa ingår i släktet Pararheneades och familjen tandspinnare. Inga underarter finns listade i Catalogue of Life.